# مدرسة أبو ظبي النموذجية
تقع المدرسة النموذجية، أبو ظبي في المصفح، أبوظبي، في الإمارات العربية المتحدة . تتبع المدرسة منهج المجلس المركزي للتعليم الثانوي الهندي.
تشمل مرافق المدرسة مختبرات للفيزياء والكيمياء والبيولوجيا ومكتبة ملعب لكرة السلة وملعب للكرة الطائرة وملعب للكريكيت وملعب لكرة القدم.
مدرسة أبوظبي النموذجية هي مجموعة من المدرسة الهندية النموذجية الجديدة .

## المناهج والبرامج
تبدأ السنة الأكاديمية للمدرسة في 1 أبريل وتنتهي في 31 مارس من العام التالي. تظل المدرسة مغلقة لقضاء العطلة الصيفية لمدة شهرين تقريبًا أي يوليو وأغسطس.
المدرسة بها صفوف من الحضانة إلى الصف الثاني عشر. تشمل المواد التي يتم تدريسها:
- LKG & UKG: اللغة الإنجليزية، الرياضيات الحديثة، المعرفة العامة، الرسم، التربية الإسلامية / القرآن / العلوم الأخلاقية.
- الصف الأول إلى السابع: الإنجليزية، الهندية، المالايالامية / الأردية / التاميلية / البنغالية، العربية، الرياضيات الحديثة، العلوم العامة، الدراسات الاجتماعية، الرسم، التربية الإسلامية / القرآن / العلوم الأخلاقية.
- من الصف الثامن إلى العاشر: الإنجليزية، والمالايالامية / الإنجليزية الإضافية أو الإنجليزية الخاصة، والهندية، والفيزياء، والكيمياء، والبيولوجيا، والعلوم الاجتماعية والرياضيات. اللغة العربية إلزامية للصف الثامن.
- تيار العلوم الثانوية العليا: الإنجليزية والهندية والفيزياء والكيمياء وعلم الأحياء والرياضيات.
- تيار التجارة الثانوية العليا: الإنجليزية، الهندية، دراسات الأعمال، المحاسبة، الاقتصاد، تطبيقات الحاسوب.

التعليم الإسلامي إلزامي للأطفال المسلمين. مطلوب 50٪ من العلامات كحد أدنى لاجتياز اختبار التربية الإسلامية. تعد الدراسات العربية والاجتماعية مواد إجبارية حسب لوائح وزارة التربية والتعليم. يشترط اجتياز علامات 50٪ على الأقل في اللغة العربية و 40٪ في الدراسات الاجتماعية.

## البيئة الإسلامية
توفر مدرسة أبوظبي النموذجية بيئة إسلامية، وتشجع الطلاب من باكستان وبنغلاديش على الالتحاق بالمدرسة. إن وجود الطلاب العرب نادر، ولكن يمكن رصد عدد قليل منهم قادمين من عائلات مهاجرة خلال التسعينات. تم تصميم فترات الراحة في المدرسة بحيث تكمل الصلوات الخمس اليومية. يشجع المعلمون الطلاب على حضور المسجد المدرسي.

## مسجد المدرسة
يتمتع الطلاب بفرصة تعلم القرآن أثناء دراستهم. يأخذ البعض منهم فترات راحة من الدراسات المنتظمة لحفظ القرآن ثم ينضمون لاحقًا. الأئمة الموجودين في المسجد ضليعين في تلاوة القرآن. خلال أيام الخميس يكون هناك حديث قصير في المسجد يشجع الطلاب المسلمين على قضاء المزيد من الوقت للتعلم والوعظ. بعد صلاة العصر تتم قراءة قصيرة من كتب الحديث .

## رياضات
المدرسة لديها مرافق لكرة السلة والكرة الطائرة وكرة القدم. يحصل الطلاب على تدريب عالي الجودة لأداء جيد في البطولات بين المدارس. يشارك عدد كبير من الطلاب في لعبة الكريكيت أثناء فترات الراحة.

## روابط خارجية
- المدرسة الهندية النموذجية الجديدة ، دبي
- المدرسة المركزية ، دبي
- المدرسة الهندية النموذجية الجديدة ، العين
- المدرسة الهندية النموذجية الجديدة ، الشارقة
- مدرسة أكسفورد ، كاليكوت
- مدرسة أكسفورد ، كولام
- مدرسة أكسفورد ، تريفاندروم